# Frigivning
Ej att förväxla med abolitionism

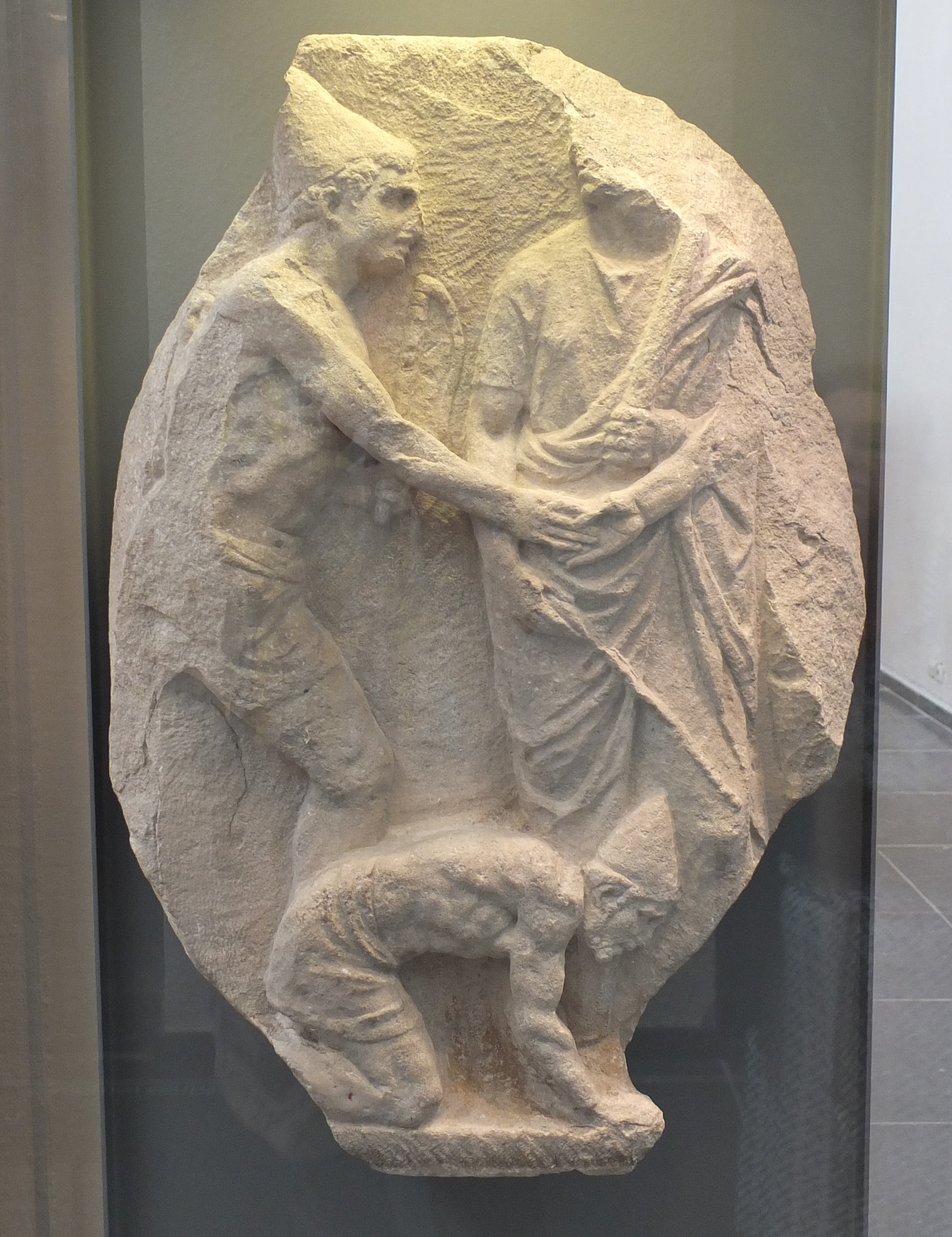
Antik relief föreställande en frigivning.

I sammanhanget slaveri syftar frigivning på en juridisk akt genom vilket en slav legalt friges av sin lagliga ägare, varigenom slavens juridiska status övergår från en slavs till en fri medborgare. Detta skiljer sig från avskaffandet av slaveriet som sådant, och syftar på frigivningen av enskilda individuella slavar under en tidsperiod när slaveriet fortfarande var intakt. 
Möjligheten för en slavägare att frige en slav har existerat i alla samhällen och kulturer där slaveri har förekommit, men processen har sett olika ut beroende på det samhälle och den kultur den har ägt rum; den har också varit olika vanlig i olika samhällen. 
Motivationen för en frigivning i ett slavsamhälle har varit olika. Ett vanligt scenario har varit att en slavägare har frigett en slav på eget initiativ, som belöning för "lång och trogen tjänst", eller för att slaven hade utfört en värdefull tjänst, som att rädda sin arbetsgivares liv.  
Frigivning i ett slavsamhälle har historiskt använts av slavägare som en motivation för andra slavar att anstränga sig för att göra sina arbetsgivare nöjda, med motivationen att själva bli frigivna. Möjligheten att frige en slav har därför spelat en viktig roll för att upprätthålla slaveriet i slavägande samhällen, och frigivningen av en slav som sådan har sällan varit ifrågasatt. 

## Historik

### Antiken
I det antika Grekland blev slavar vanligen fria på två sätt: antingen i sin ägares testamente, eller genom att få tillstånd att arbeta mot lön och sedan köpa sin frihet. Att köpa sin frihet var vanligt för hetärer. Frigivna slavar fick som regel inte bli medborgare, utan fick leva i staden med status som metoiker dvs med utländsk status. Deras barn fick dock full status. 
I Romerska riket var frigivning av en slav så vanligt att den var en aktiv del av slaverisystemet. Slavägare förväntades regelbundet frige slavar som hade utmärkt sig, för att på så sätt motivera sina övriga slavar att anstränga sig hårdare för att göra sina arbetsgivare nöjda. Denna funktion för en frigivning har funnits i de flesta slavsamhällen. 
En frigiven romersk slav antog sin förre ägares familjenamn och blev formellt dennas klient, blev romersk medborgare och fick status som libertus eller liberta.
I Romerska riket frigavs slavar så rutinmässigt att slavbefolkningen inte reproducerade sig, vilket innebar att slaveriet var beroende av en ständig tillförsel av nya slavar för att bestå. 

### Muslimska världen
I den muslimska världen var frigivning av slavar mycket vanligt för manliga slavar. Manliga slavsoldater, ghilman, blev rutinmässigt frigivna. En manlig slav kunde också ibland erbjudas att upprätta ett slavkontrakt (mukataba) av sin slavägare, enligt vilken han blev frigiven efter att ha arbetat en viss tid. Detta kontrakt var frivilligt från slavägarens sida. En frigivning förutsatte att slaven hade konverterat till islam. 
Däremot blev kvinnliga slavar sällan frigivna. Den muslimska världen köpte betydligt fler kvinnliga slavar än manliga, och de användes antingen som husslavar eller för sexuellt slaveri som konkubiner. Kvinnliga slavar blev som regel bara frigivna när deras ägare ville gifta sig med dem, eller arrangera ett äktenskap för dem med någon annan muslimsk man, eftersom en muslimsk man inte kunde gifta sig med en slavinna utan att först frige henne.

### USA
I USA reglerades frigivningen av slavar för första gången i Virginia år 1692. Ingen slav fick friges utan godkännande av guvernören och myndigheterna, som hade möjlighet att neka slavägarens ansökan om frigivning. Olika amerikanska delstater införde olika regler för frigivning. 
Generellt brukade en slav friges med den formella motiveringen att de hade gjort sin ägare en värdefull tjänst. Att friges genom testamente efter "lång och trogen tjänst" var vanligt. 
I praktiken utgjorde den vanligaste kategorin frigivna slavar de barn slavägaren hade fått med en förslavad älskarinna; ibland också barnens mor. Slavägaren brukade förse sina barn och före detta älskarinnor med ekonomiska medel att kunna försörja sig själva, och gav dem ibland sina egna slavar. Många frigivna slavar, särskilt de som sedan bodde kvar i Sydstaterna och uppnådde visst välstånd, hade ofta denna bakgrund. Denna kategori av frigivna slavar blev ofta själva slavägare. 
En frigiven slav kallades "Free Negro". Denna term gällde särskilt för personer av rent afrikanskt ursprung, som hade frigetts under sin egen livstid. Termen Free People of Colour användes generellt om personer av blandat ursprung som härstammade från en frigiven slav. 
Efter Nat Turners slavuppror 1831 utbröt en stor rädsla för ett slavuppror i Sydstaterna. Fria färgade personer började då upplevas som ett hot. Flera delstater i Sydstaterna började efter detta införa mer restriktiva lagar om hur en frigivning fick gå till. I vissa delstater blev en frigiven slav utvisad ur delstaten direkt efter frigivningen, ibland med hot om att bli förslavad på nytt vid fördröjd flytt. I Georgia förekom hot om att frigivna färgade borde bli förslavade på nytt (även om detta hot inte genomfördes). I Florida förbjöds frigivning helt.